# Seweryn Dzierzbicki
Seweryn Antoni Dzierzbicki (ur. 8 lutego 1790 w Żabiej Woli lub w 1792 w Warszawie, zm. 11 lipca 1833 w Warszawie) – żołnierz, oficer wojen napoleońskich i powstania listopadowego.

## Życiorys
Urodził się jako syn Franciszka Dzierzbickiego i Józefy Skulskiej. W wieku 18 lat wszedł do 1 Pułku Piechoty Księstwa Warszawskiego, w którym awansował kolejno na adiutanta podoficerskiego (16 VI 1809), podporucznika, porucznika (15 X 1811) i kapitana (13 II 1813). Walczył w bitwach pod Raszynem, Sandomierzem, Bobrujskiem, Borysowem i nad Berezyną. 30 XI 1812 otrzymał ranę postrzałową; dostał się do niewoli. Do kraju powrócił w kwietniu 1814 r.
W 1815 wszedł do 1 Pułku Piechoty Liniowej Królestwa Polskiego, następnie – 28 VIII – do 4 Pułku Strzelców Konnych. 13 I 1823 awansował na majora 2 Pułku. Od 31 I 1830 – w 3 Pułku Strzelców Konnych. Otrzymał Znak Honorowy za 20 lat nieskazitelnej służby oficerskiej.
W powstaniu listopadowym walczył jako major 3 Pułku Strzelców Konnych; od 3 IV 1831 – w 1 Pułku. 16 IX przekroczył wraz z korpusem gen. Ramoriny granicę galicyjską. We Lwowie został internowany przez Austriaków.
Po odzyskaniu wolności powrócił do Warszawy (5 VI 1832), stawił się przed Komisją Rządową Wojny i ponowił przysięgę wierności carowi. Wkrótce wyjechał do wsi Rudnik w obwodzie rawskim.

## Życie prywatne
25 lipca 1823 (lub w 1824) w Dmosinie poślubił Klementynę Przeździecką, z którą miał trzech synów: Zygmunta (ur. 1824), Edwarda (ur. 1825) i Józefa (1827-1871). Miał także dwóch braci – Adama (ur. 1789) i Michała (ur. 1790).